# Малий Славков
Малий Славков (словац. Malý Slavkov) — село в Словаччині, Кежмарському окрузі Пряшівського краю. Розташоване на півночі східної Словаччини в центральній частині Попрадської угловини на східному підніжжі Високих Татр.
В селі є римо-католицький костел св. Михайла з 1499 року.

## Історія
Вперше село згадується у 1251 році.

## Населення
| Рік:            | 1993 | 2003 | 2013     | 2023     |
| --------------- | ---- | ---- | -------- | -------- |
| Кількість осіб: | 0    | 827  | 987      | 1246     |
| Різниця:        |      | –    | +19,34 % | +26,24 % |

| Рік:            | 2022 | 2023    |
| --------------- | ---- | ------- |
| Кількість осіб: | 1205 | 1246    |
| Різниця:        |      | +3,40 % |

В селі проживає 957 осіб.
Національний склад населення (за даними останнього перепису населення — 2001 року):
- словаки — 77,91 %
- цигани — 21,71 %
- німці — 0,13 %
- чехи — 0,13 %

Склад населення за приналежністю до релігії станом на 2001 рік:
- римо-католики — 96,51 %,
- протестанти — 0,65 %,
- греко-католики — 0,52 %,
- не вважають себе віруючими або не належать до жодної вищезгаданої церкви — 2,33 %